# Laleczka (film 2019)
Laleczka (ang. Child’s Play) – amerykański horror z 2019 roku w reżyserii Larsa Klevberga, wyprodukowany przez wytwórnię United Artists Releasing. Remake oraz reboot filmu Laleczka Chucky z 1988 roku.

## Fabuła
Karen Barclay (Aubrey Plaza) przeprowadza się z trzynastoletnim synem Andym. Chłopiec ma problemy z odnalezieniem się w nowym miejscu i coraz bardziej zamyka się w sobie. Matka daje mu więc w prezencie urodzinowym zabawkę – bestsellerowy produkt elektronicznego giganta Kaslan. To interaktywna lalka, a właściwie robot, który może się łączyć z różnymi sprzętami za pomocą Wi-Fi i pomagać w codziennych czynnościach. Andy jest świadkiem dziwnego zachowania Chucky’ego, jak nazwał zabawkę, i nabiera przekonania, że zabawka stanowi śmiertelne zagrożenie. Karen nie chce mu wierzyć.

## Obsada
- Gabriel Bateman jako Andy Barclay
- Mark Hamill jako Chucky (głos)
- Aubrey Plaza jako Karen Barclay
- Brian Tyree Henry jako detektyw Mike Norris
- Tim Matheson jako Henry Kaslan
- Marlon Kazadi jako Omar
- Beatrice Kitsos jako Falyn
- Ty Consiglio jako Pugg
- David Lewis jako Shane
- Trent Redekop jako Gabe
- Nicole Anthony jako detektyw Willis
- Carlease Burke jako Doreen Norris

## Odbiór

### Krytyka
Film Laleczka spotkał się z mieszaną reakcją krytyków. W serwisie Rotten Tomatoes 60% ze stu czterdziestu sześciu recenzji filmu jest pozytywne (średnia ocen wyniosła 5,74 na 10). Na portalu Metacritic średnia ocen z 34 recenzji wyniosła 48 punktów na 100.